# Ragazzo etrusco
Ragazzo etrusco  è un romanzo storico scritto da Teresa Buongiorno nel 1977 e pubblicato nello stesso anno dalla casa editrice Rusconi. La prima edizione scolastica viene pubblicata per la prima volta nel 1984 dalla casa editrice Le Monnier.

## Trama
Anno 396 a.C. La città etrusca di Veio è assediata dall'esercito romano, guidato dal comandante Furio Camillo, appostato ormai da circa dieci anni fuori dalle sue mura. Non riuscendo a rompere l'assedio, Roma decide di prendere la città per fame bloccando ogni via di comunicazione e di rifornimento di viveri, costringendola così alla resa incondizionata. Ma nonostante un estenuante accerchiamento, Veio sembra non voler capitolare. Nel tentativo di scoprirne la ragione i soldati romani rapiscono, attraverso uno stratagemma, un aruspice veiente: da lui vengono a sapere che la città è attraversata da una rete sotterranea di canali, alcuni dei quali venivano usati per la distribuzione idrica, gli altri sfruttati come passaggi segreti per uscire dalla città e fare rifornimenti; l'aruspice li informa anche che, dall'inizio dell'assedio, i veienti hanno provveduto a chiudere i canali facilmente agibili per timore che potessero essere utilizzati dai soldati romani, lasciando liberi solo quelli semi ostruiti e quindi impraticabili. I romani decidono allora di liberare uno dei canali dai massi che lo ostruivano, impiegando nell'operazione gran parte degli anni dell'assedio.
Una volta sbloccato il passaggio, i romani risalgono il canale sbucando all'interno del tempio veiente di Uni (attraverso il pozzo sacro dell'edificio). Lì si sta svolgendo una cerimonia rituale di sacrificio alla dea a cui presenziano il lauchme (lucumone), gli zilath, (compreso lo zilath maru Celio Matumna), assieme a diversi aruspici e àuguri. I soldati compiono un vero e proprio massacro, uccidendo chiunque si trovi nel luogo di culto, tranne un ragazzo (risparmiato proprio da Furio Camillo): è Tarconte, il servo di Celio Matumna. Il ragazzo, stordito da quanto successo, si avvicina al maru appena in tempo per raccoglierne le ultime volontà, quelle di portare in salvo la sua famiglia. Allora Tarconte scappa dal tempio ma, una volta giunto alla casa dei Matumna, scopre che la moglie del padrone, Martia, è uscita a cercare il figlio Larth alla scuola. Riuniti gli altri figli del maru (Arnth, Ramtha e Senia) e resoli irriconoscibili per nasconderne le origini aristocratiche, Tarconte fugge assieme a loro e alla serva Vipi (a cui i bambini erano affezionati) con l'idea di raggiungere la scuola e riunire tutti i componenti della famiglia. Giunto a destinazione, però, scopre con rammarico che Martia non c'è. Riesce invece a trovare Larth il quale, non appena capito cosa stava succedendo in città, si era nascosto con l'amico Vel in un piccolo magazzino del vasaio Velthur.
Consapevole di non poter indugiare oltre e mettere altrimenti a repentaglio la vita dei figli del maru, Tarconte decide di portarli lontano da Veio, avendo cura di non rivelare loro la morte del padre per non farli sentire ancora più disorientati. Il gruppo, a cui nel frattempo si erano aggregati altri giovani veienti, tra cui Celio Vibenna e Lucio Tolumnio, esce dalla città attraversando uno dei canali sotterranei. Dopo lo smarrimento iniziale i ragazzi decidono di recarsi a Volsinii nella speranza di ricongiungersi ai rispettivi genitori: in quella città, infatti, ogni autunno si svolge una riunione all'interno del tempio di Voltumna di tutti gli zilath delle dodecapoli etrusche per eleggere lo zilath mech rasnal, ovvero il capo supremo di tutto il popolo etrusco. Se c'era una speranza di ritrovare i genitori, quella era l'unica occasione possibile. Si incamminano perciò nella direzione stabilita, quando incontrano dei pastori che li invitano a salire sulla loro barca per dargli un passaggio almeno fino alla città di Faleria. Qui, raccontata la loro storia al purth della città e accertata la loro nobile stirpe, i ragazzi vengono affidati temporaneamente alle cure di un pedagogo, in attesa di volgere la questione allo zilath mech rasnal e decidere dei loro destini. Quando però il pedagogo cerca di consegnare i ragazzi ai romani, il gruppo guidato da Tarconte capisce di non essere più al sicuro e decide di fuggire. Insieme attraversano la temuta Selva Cimina per poi raggiungere finalmente l'agognata città di Volsinii, appena in tempo per le feste svolte in occasione dell'assemblea annuale degli zilath. Qui però vengono a sapere che Veio oramai è occupata dai romani e che tutti i suoi abitanti sono morti o sono stati portati a Roma per essere venduti come schiavi. Consapevoli di essere rimasti gli unici veienti rimasti liberi, e altrettanto consci che le altre città etrusche non sarebbero state disposte ad accogliere di buon grado cittadini veienti, i ragazzi decidono di fondare una nuova città, appena al di là della Selva Cimina, dove a regnare sarebbero state la pace, l'ordine e la tolleranza.

## Personaggi
- Celio Matumna: zilath maru (pretore edile) di Veio. Sposa Martia, da cui ha quattro figli: Arnth e Ramtha (gemelli), Larth e Senia.
- Tarconte: lautne (schiavo) della famiglia dei Matumna e aiutante personale dello zilath maru Celio Matumna. A soli quattordici anni si ritrova a guidare un gruppo di adolescenti, tra cui i figli di Celio e Martia Matumna, fuori dalle mura di Veio (assediata dall'esercito romano) per portarli in salvo.
- Vel: figlio del vasaio veiente Velthur. Sogna, non appena compiuti i dodici anni, di frequentare la scuola di Vulca (celebre artista etrusco) e diventare un artista rinomato in tutta l'Etruria.

## Edizioni
- Pietro Cabrini (a cura di), Ragazzo etrusco, 1ª edizione, collana Salani narrativa. Alla scoperta del passato, Le Monnier, 1984,  p. 176, ISBN 88-00-33064-9.
- Ragazzo etrusco, Illustrazioni di Alfredo Belli, collana Il battello a vapore. Serie arancio, n° 76, Piemme, 2005,  p. 244, ISBN 88-384-3688-6.